# Witold Małcużyński
Witold Małcużyński (Varsavia, 10 agosto 1914 – Maiorca, 17 luglio 1977) è stato un pianista polacco.

## Biografia
Figlio di Karol Małcużyński, giornalista e uomo politico, iniziò a studiare il pianoforte all'età di 10 anni e studiò successivamente al conservatorio di Varsavia.
Inizialmente orientato verso lo studio della legge, si dedicò però presto interamente alla musica, studiando sotto la guida di un allievo di Ferruccio Busoni. Nel 1936 venne invitato a perfezionarsi con l'ex primo ministro polacco Ignacy Jan Paderewski, considerato uno dei principali pianisti romantici della cosiddetta "Età dell'Oro". Nel 1937 conobbe la sua futura moglie, la pianista francese Colette Gaveau.

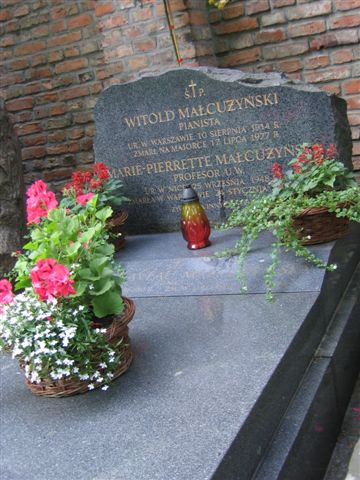
La tomba di Małcużyński a Varsavia

All'inizio della Seconda guerra mondiale Małcużyński, che all'epoca abitava in Francia, si unì all'esercito polacco svolgendo opera di propaganda e di sostegno delle truppe con i suoi concerti, come numerosi altri artisti dell'epoca. Alla caduta della Francia, fuggì con la moglie in Portogallo, dove incontrò il noto direttore d'orchestra Grzegorz Fitelberg, che gli propose una tournée in Sudamerica. Nell'ottobre 1940 si trasferì pertanto in Argentina e quindi, nell'aprile 1942 negli Stati Uniti.
La sua carriera americana fu agevolata in maniera sostanziale dal violinista Yehudi Menuhin, il quale lo aiutò ad entrare nel circuito dei concerti e nell'organizzazione degli eventi.
Dopo la fine della guerra, si trasferì nuovamente in Europa, questa volta in Svizzera, dove risiedette fino alla morte.
Witold Małcużyński è sepolto nel Cimitero Powązki di Varsavia.

## Opere e discografia
Specializzato in particolare nella musica romantica e grande studioso dell'opera di Fryderyk Chopin, Małcużyński pubblicò numerose edizioni dello stesso Chopin e di altri musicisti come Johannes Brahms, Ludwig van Beethoven e Sergej Sergeevič Prokof'ev.
Le sue esecuzioni sono state riprese, rimasterizzate e pubblicate su CD nel 1994 dalla casa editrice RCS Libri e Grandi Opere in una collana comprendente alcune delle esecuzioni di Małcużyński con la London Symphony Orchestra e con la Philharmonia Orchestra.